# Regelventil
Ein Regelventil, genauer Regel-Wegeventil, ist ein Stetigventil, das in seiner Bauart mit einem Proportional-Wegeventil vergleichbar ist, jedoch mit linearer Volumenstrom-Kennlinie und Null-Überdeckung der Ventilsteuerkanten. Daher ist das Ventil besonders für hydraulische Regelungsaufgaben (Druck-, Kraft-, Momentregelung, Lageregelung) geeignet.